# Ctenochira rubicunda
Ctenochira rubicunda là một loài tò vò trong họ Ichneumonidae.